# Zichia
Zichia [a] ou Zíquia (em Adigue: Адзыгъуэй) foi o estado antecessor da Circássia e um reino medieval na costa nordeste do Mar Negro, habitado por circassianos. 

## História
As fronteiras exatas do reino são desconhecidas. De acordo com o imperador bizantino do século X, Constantino VII Porfirogênito (r. 913–959), ficava ao sul de Tamatarcha (Tmutarakan), separada dela pelo rio Oukrouch (possivelmente identificado com o rio Cubã), e tinha uma cidade chamada Nikopsis.  Segundo uma lenda sobre a visita do apóstolo André, ficava entre Abasgia (Abecásia) e o Bósforo Cimério (Estreito de Querche). 

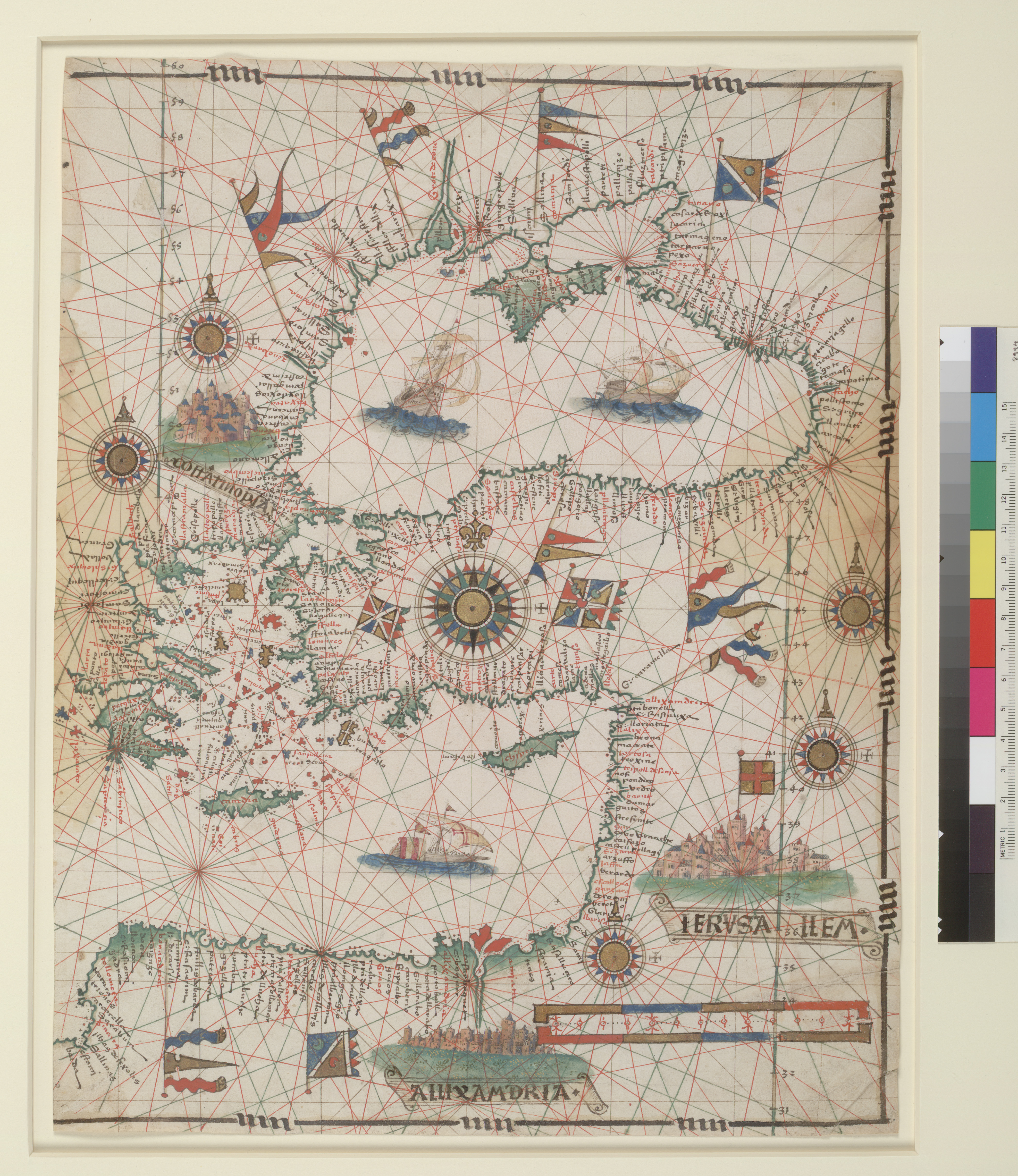
Atlas Portulano de João Freire, 1546, mostrando o território e a possível bandeira do Reino de Zichia

Em fontes históricas, a área aparece pela primeira vez no século VI, quando o historiador bizantino Procópio de Cesareia (Guerras, VIII.4.2) registra que o povo dos Zechoi costumava ter um rei nomeado pelo imperador romano, mas que desde então se tornaram independentes.  As Notitiae Episcopatuum do Patriarcado de Constantinopla mencionam um arcebispado autocéfalo de Zíquia a partir do século VII, associado a Tamatarcha ou ao Bósforo Cimério. 
Na época de Constantino VII, as relações bizantinas com a área eram realizadas pelos habitantes de Quersoneso.  No século XI, os bizantinos podem ter estabelecido controle sobre a região, como atesta o selo de Miguel, "arconte de Zíquia, Cazária e Gótia", mas isso é contestado entre estudiosos modernos. No século XII, o imperador Manuel I Comneno (r. 1143–1180) usou o título de "imperador de Zíquia, Cazária e Gótia", mas não está claro até que ponto essa afirmação correspondia à realidade. 
No século XIII, a área foi visitada por viajantes húngaros e italianos, que a chamaram de Sychia (e outras variantes). Esses viajantes localizaram Matrica (Tmutorokan) dentro de Sychia. 

## Governantes conhecidos
- Arriano (89–146) menciona um rei de Zíquia chamado Stachemfak
- Nos anos 500, o rei Bakhsan, filho do rei Daw, lutou com os godos. [4]
- O rei Lawristan é mencionado como rei nos anos 700-800. [5]
- O rei Hapach de Zichia, filho do rei Weche, é mencionado por ter invadido a Khazaria nos anos 900. [6]
- Raxidadim nas Crônicas Persas escreveu que o rei Zichian Tukar foi morto em batalha contra os mongóis em 1237. [7] [8]
- Em 1333, o Papa João XXII agradeceu ao Rei Verzacht (Верзахта em escrita cirílica) de Zichia (Circássia) por sua ajuda na implementação da fé cristã entre os circassianos. [9]
- Em 1471, o governante de Caffa, Uffizio di San Giorgio, assinou um contrato com o governante da Circássia, "o senhor supremo de Zichia" para o fornecimento de Caffa com grandes quantidades de grãos por Zichia. [10]
- Kansavuk é mencionado por Malbakhov como um rei de Zichia em 1542. [11]